# ددومس یکم
دِدومُس یکم فرعونی در دودمان شانزدهم ساکن در تبس در دوره دوم میانی مصر بود.
نام او در سنگ‌نبشته‌ای که در ادفو پیدا شده، دیده می‌شود و در آن دِدومُس یکم «پسر شاه و فرمانده خنسمواست» نامیده شده است. روشن نیست که آیا این به معنای آن است که دِدومُس یکم فرزند یک شاه بوده یا نه چرا که لقب پسر شاه لقب مرسوم و متداولی بوده است.
احتمال دارد که شاه دیگری با نام دِدومُس یکم (دِدومُس دوم) پسر او بوده باشد. تاریخ دقیق فرمانروایی او مشخص نیست ولی زمان‌بندی بیشتر پذیرفته شدهٔ کنونی پایان دوران او را سال ۱۶۹۰ پیش از میلاد تخمین می‌زند.